# Falkenhagen (Mark)

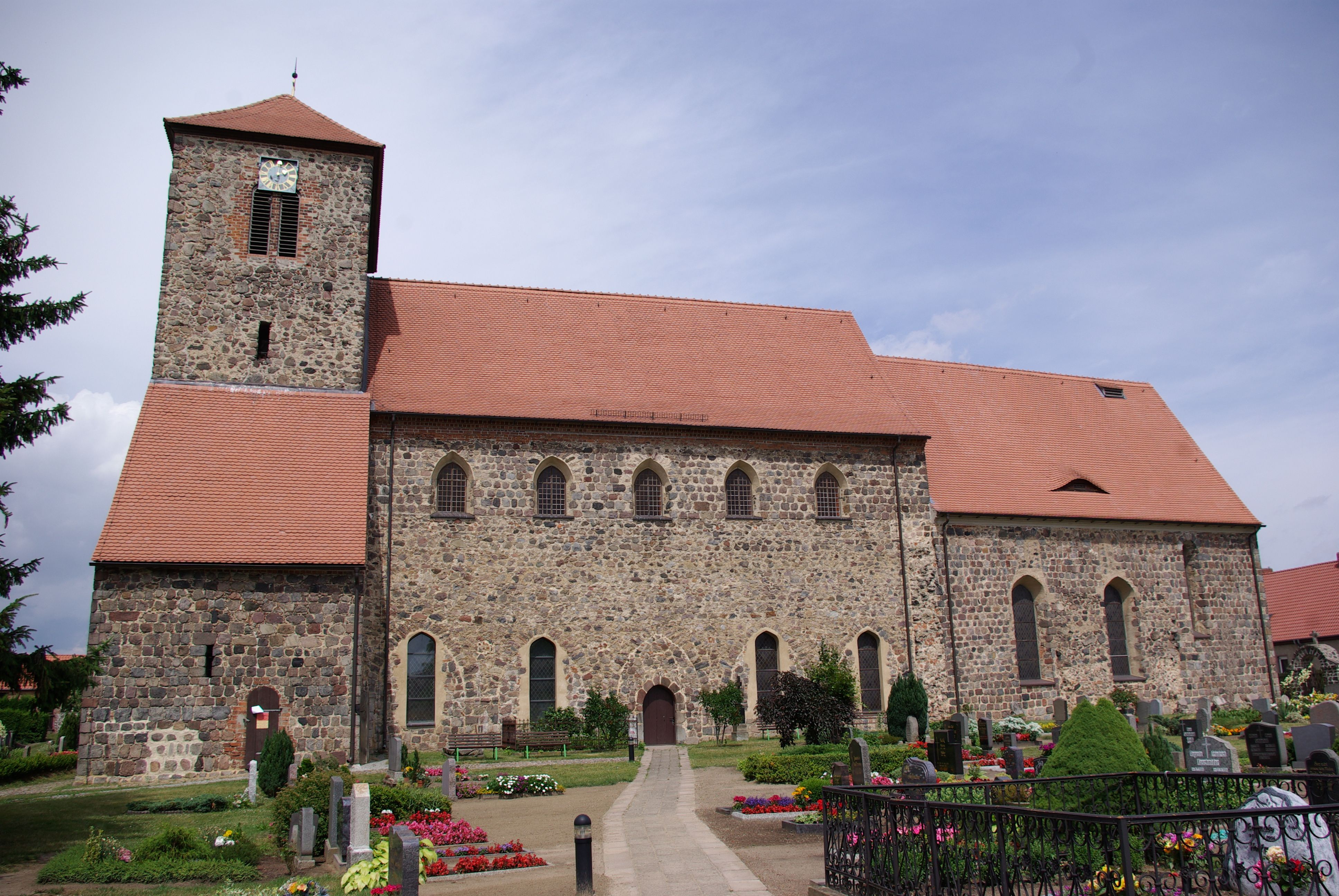
Kirche Falkenhagen

Falkenhagen (Mark), früher nur Falkenhagen, ist eine amtsangehörige Gemeinde im Landkreis Märkisch-Oderland in Brandenburg. Die (Groß-)Gemeinde Falkenhagen wurde am 1. Februar 2005 in Falkenhagen (Mark) umbenannt. Der Kernort, heute ein Gemeindeteil, trägt dagegen weiterhin den Namen Falkenhagen. Falkenhagen (Mark) wird vom Amt Seelow-Land verwaltet.

## Geografie
Der Ort liegt auf der Lebusplatte, einer Grundmoräne der Weichsel-Eiszeit, im südwestlichen Vorland der Eisrandlage der Frankfurter Staffel an einer Stelle, wo eine subglaziale Rinne diese Platte und die Eisrandlage quert. Innerhalb der Rinne ist der Ort von Nord über Ost bis Süden von sechs Seen und weiteren Kleingewässern umgeben.

## Gemeindegliederung
Die Gemeinde besteht aus den Gemeindeteilen Falkenhagen, Regenmantel und Georgenthal sowie den Wohnplätzen Grüner Baum, Helenenruh, Jochenshof und Luisenhof.

## Geschichte
Grabfelder der frühen, mittleren und späten Bronzezeit am Seehotel Luisenhof zeugen von sehr früher Besiedlung. Während der slawischen oder polnischen Herrschaft entstand hier wahrscheinlich eines der beiden Schlösser Thorin oder Rukkowe, welche in einer Urkunde von 1336 vorkommen, aber nicht zugeordnet werden können. Die größte frühgotische Feldsteinkirche Ostbrandenburgs wurde als Basilika-Bischofssitz im 13. Jahrhundert gebaut.
Die erste urkundliche Erwähnung Falkenhagens als Castrum et districtus stammt aus dem Jahr 1313. 1321 war Falkenhagen ein oppidum an der Fernhandelsstraße Magdeburg–Posen. 1375 war Ritter Johann von Wulkow und ab 1412 die Familie von Uchtenhagen, Familie von Bernfelde und die Familie von Scharpelow Besitzer. Um 1400 war Falkenhagen eine Diözese mit 26 Kirchen des Bistums Lebus.
1472 kam für über 300 Jahre die ostelbische, aus dem Raum Magdeburg ursprünglich stammende, Familie von Hohendorff. 1600 hatte die Stadt Falkenhagen eine Schule. 1624 lebten in Falkenhagen 535 Einwohner. 1650 nach dem Ende des Dreißigjährigen Krieges bestand die Stadt nur noch aus 52 Hofstellen.

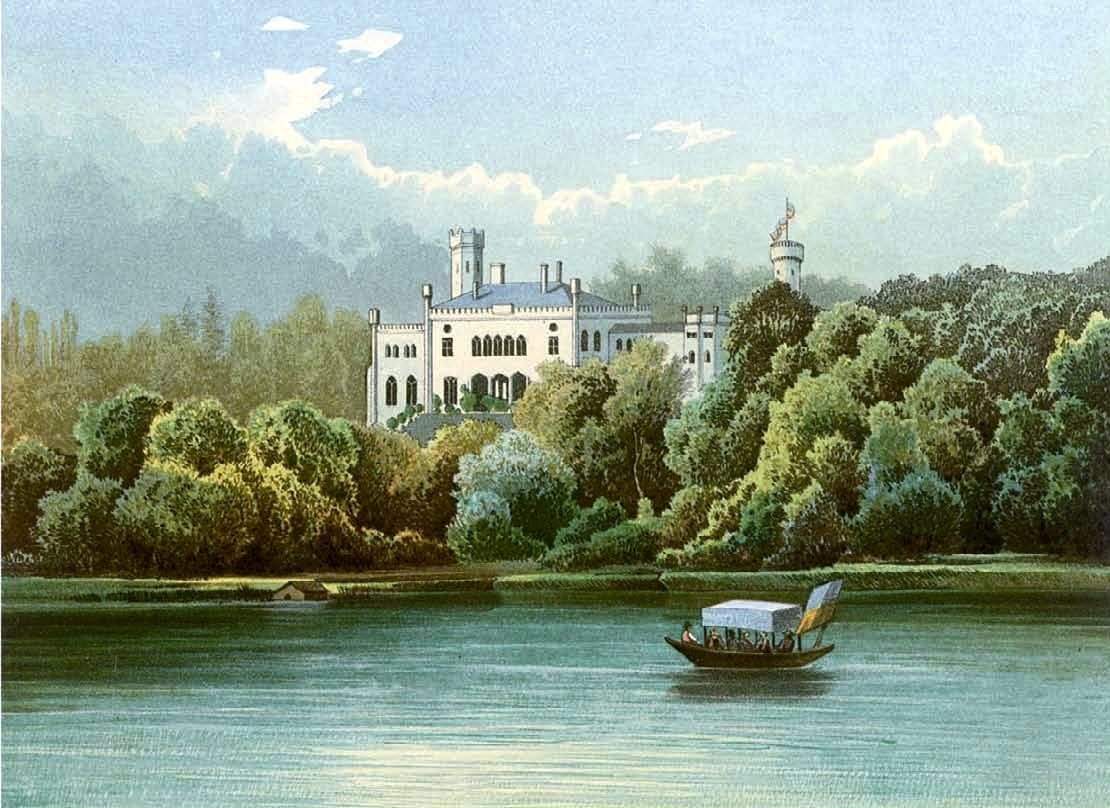
Schloss Falkenhagen um 1857/58, in Sammlung Alexander Duncker

Bis zum 17. Jahrhundert hatte Falkenhagen Stadtrechte. 1773 kaufte Legationrath Johann Anton von Junck Falkenhagen und baute ein Lustschloss. 1792 heiratete Albertine von Junck Franz Alexander von Kleist. Das Paar zog 1793 nach Falkenhagen in das neu erbaute Schloss. Die hier entstandene Schrift Das Glück der Ehe ist seiner Frau gewidmet. 1797 verstarb Franz Alexander von Kleist. 1796 wurde Falkenhagen an Reichsgraf zu Münster-Meinhöfel verkauft. 1799 wurde Graf von der Goltz Besitzer von Falkenhagen.
Die beiden Seitenschiffe der Kirche wurden 1801 abgebrochen. 1805 erwarb Freiherr von Eckardstein das Schloss, ca. 1815 verwandelte es seine Frau Lisette, geb. von Blumenthal, in ein Herrenhaus und legte einen Park an. 1830 folgten Julius von Eckardstein (1806–1844) und seine Ehefrau Reichsgräfin Wilhelmine Finck von Finckenstein (1817–1871). Im Jahr 1852 wurde zwischen Wasser und Wald das Neue Schloss im Tudorstil erbaut. 1862 kaufte Hugo Schulz-Petershagen (1823–1899) Schloss und Anwesen Falkenhagen. Sein Nachfolger wurde sein wohlhabender zweitjüngster Sohn Dr. jur. Walter Schulz (1865–1927), der eine eigene Familienlinie begründete und seit 1920 den Doppelnamen Schulz-Falkenhagen führen durfte. Das Rittergut Falkenhagen, mit Vorwerk Regenmantel, hatte Anfang der 1920er Jahre einen Gesamtumfang von 1964 ha. Dazu gehörte jener Zeit auch Gut Petershagen mit 926 ha Land. Letzter Schulz auf Falkenhagen war Walter (1922–1943), dann fiel das Gut an Konrad Schulz-Wulkow.
1923 wurde das Seengebiet Landschaftsschutzgebiet. 1938/39 wurden die Eigentümer der Grundstücke an der Ostseite des Schwarzen Sees durch die Nationalsozialisten enteignet und das Schloss Falkenhagen 1939 abgerissen. An dieser Stelle entstand unter dem Tarnnamen Seewerk ein geheimes Rüstungswerk. 1940/43 wurde ein unterirdisches Werk zur Herstellung von Chlortrifluorid (N-Stoff) und von 1943/45 eine Sarin-Großanlage errichtet. Die Fertigstellung war frühestens für Mai/Juni 1945 geplant. Im Februar 1945 wurde die komplette Chemiefabrik evakuiert und im April kampflos von sowjetischen Truppen übernommen.
1950 erfolgte der Neubau der Schule und 1954 die Gründung der LPG. Von 1958 bis 1964 wurde der Bunker Falkenhagen durch die GSSD zur ABC-sicheren Ernstfall-Einsatzkommandozentrale des Warschauer Pakts umgebaut. Zwischen 1958 und 1962 wurde in Teilen der Wehrmachtsanlage Plasma-Forschung betrieben. 1962 kam es zur Gründung des Institutes für Werkstoffbearbeitung (Halbleitertechnik). 1995 entstand mit dem Seehotel Luisenhof ein Hotelneubau am Gabelsee. Seit 1998 ist das OderlandCamp mit über 200 Betten eine der größten Einrichtungen dieser Art in Deutschland, Ziel für zahlreiche Schulfahrten und Reisen von Kindertagesstätten.
Falkenhagen gehörte seit 1817 zum Kreis Lebus in der Provinz Brandenburg und ab 1952 zum Kreis Seelow im DDR-Bezirk Frankfurt (Oder). Seit 1993 liegt die Gemeinde im brandenburgischen Landkreis Märkisch-Oderland.

## Bevölkerungsentwicklung
| Jahr | Einwohner |
| ---- | --------- |
| 1875 | 0 879     |
| 1890 | 0 710     |
| 1910 | 0 792     |
| 1925 | 0 874     |
| 1933 | 0 737     |
| 1939 | 0 752     |

| Jahr | Einwohner |
| ---- | --------- |
| 1946 | 1.076     |
| 1950 | 1.238     |
| 1964 | 1.152     |
| 1971 | 1.110     |
| 1981 | 0 990     |
| 1985 | 0 967     |

| Jahr | Einwohner |
| ---- | --------- |
| 1990 | 930       |
| 1995 | 881       |
| 2000 | 781       |
| 2005 | 768       |
| 2010 | 752       |
| 2015 | 711       |

| Jahr | Einwohner |
| ---- | --------- |
| 2020 | 678       |
| 2021 | 676       |
| 2022 | 677       |
| 2023 | 682       |
| 2024 | 670       |

Gebietsstand des jeweiligen Jahres, Einwohnerzahl: Stand 31. Dezember (ab 1991), ab 2011 auf Basis des Zensus 2011, ab 2022 auf Basis des Zensus 2022

## Politik

### Gemeindevertretung
Die Gemeindevertretung von Falkenhagen besteht aus acht Gemeindevertretern und der ehrenamtlichen Bürgermeisterin. Die Kommunalwahl am 26. Mai 2019 führte zu folgendem Ergebnis:
| Partei / Wählergruppe            | Stimmenanteil | Sitze |
| -------------------------------- | ------------- | ----- |
| Wählergruppe Falkenhagen         | 27,2 %        | 2     |
| SPD                              | 26,0 %        | 2     |
| CDU                              | 21,7 %        | 2     |
| Einzelbewerberin Maria Plontasch | 14,8 %        | 1     |
| FDP                              | 10,3 %        | 1     |

### Bürgermeister
- 1998–2003: Lothar Papenfuß (SPD)[14]
- 2003–2008: Wolfgang Trohl (SPD)[15]
- 2008–2014: Bernhard Fahndrich[16]
- seit 2014: Bärbel Mede (SPD)[17][18]

Mede wurde bei der Bürgermeisterwahl am 9. Juni 2024 bei einem Gegenkandidaten mit 51,0 % der gültigen Stimmen für eine weitere Amtszeit von fünf Jahren zur ehrenamtlichen Bürgermeisterin wiedergewählt.

### Wappen
| Wappen von Falkenhagen (Mark) | Blasonierung: „In Blau auf grünem Boden ein goldener Flechtzaun, darauf ein flugbereiter, links-gewendeter und rot-bewehrter silberner Falke.“ |
| Wappen von Falkenhagen (Mark) | Das Wappen wurde am 10. Mai 2011 durch das Ministerium des Innern genehmigt.                                                                   |

### Flagge
Die Flagge ist Blau – Weiß – Grün (1:3:1) gestreift und mittig mit dem Gemeindewappen belegt.

### Gemeindepartnerschaft
Seit dem Jahr 2006 besteht eine Partnerschaft mit der polnischen Gemeinde Kłodawa.

## Sehenswürdigkeiten
In der Liste der Baudenkmale in Falkenhagen (Mark) stehen die in der Denkmalliste des Landes Brandenburg eingetragenen Denkmäler.
Die Dorfkirche wurde in der ersten Hälfte des 14. Jahrhunderts als Basilika mit einem dreischiffigen Langhaus errichtet. Der mächtige Feldsteinbau mit Mauern bis zu zwei Meter Stärke und einer breiten Westfassade ist eine ehemalige Bischofskirche. 1801 trugen Handwerker die Seitenschiffe ab und schlossen die Arkadenbögen. Zur Ausstattung gehören unter anderem eine Kanzel aus dem Anfang des 18. Jahrhunderts sowie eine hölzerne Fünte aus der ersten Hälfte des 17. Jahrhunderts.

## Verkehr
Falkenhagen (Mark) ist über die Landesstraße L 37 mit der Bundesstraße 5 und damit mit Berlin und Frankfurt (Oder) verbunden. Über die L 37 ist in nördlicher Richtung die Bundesstraße 167 und damit die Kreisstadt Seelow erreichbar.
Der Haltepunkt Falkenhagen lag an der Bahnstrecke Fürstenwalde–Wriezen. 1969 wurde der Personenverkehr eingestellt.

## Persönlichkeiten
- Ernst Engels (1845–1899), Jurist, Bergrat und Mitglied des Deutschen Reichstags, in Falkenhagen geboren
- Georg Deuter (* 1945), New-Age-Musiker, in Falkenhagen geboren